# WEWS-TV
WEWS-TV（仮想チャンネル5・UHFデジタルチャンネル15）は、アメリカ・オハイオ州クリーブランドに認可されたABC系列のテレビ局。シンシナティに拠点を置くE・W・スクリップス・カンパニーは、創業以来所有している。スタジオはダウンタウン・クリーブランドのユークリッド・アベニュー（Euclid Avenue）（州間高速道路90号線の近く）にあり、送信所はパーマ郊外にある。

## 歴史

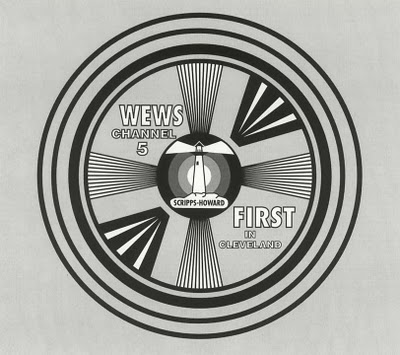
WEWS-TVのテストパターンは、「クリーブランドで最初（FIRST in Cleveland）」であると有名に宣言した。

1947年12月17日に最初に放送を開始し、オハイオ州で最初のテレビ局として、そしてアメリカ国内で16番目となった。コールサインは、親会社の創設者であるE・W・スクリップス（Edward Willis Scripps）のイニシャルを示している。WEWS-TVはクリーブランドで最も古く、開局以来、同じチャンネル位置（アナログ放送局と同じ）、所有権、コールサインを維持している。開局の数週間前に、スクリップスはWEWS-TVパーソナリティがテレビ局の立ち上げ前に放送中の経験を積むためのアウトレットとしてWEWS-FM 102.1（周波数は現在、WDOKによって占められている）を立ち上げた。チャンネル5の最初の放送は、いとこである「クリーブランド・プレス」が運営するクリスマスのページェントだった。そのスタッフには、有能なプロデューサーのジム・ブレスリンとベティ・コープが含まれ、後にWVIZ（チャンネル25）の社長に就任した。
元々、CBS系列局として運営されており、ABCとデュモン・テレビジョン・ネットワークの二次系列局があり、1955年にWJW-TV（チャンネル8）へのCBSの所属を失い、当時の所有者であるストーラー・ブロードキャスティングがCBSとの影響力を利用して所属を上陸させた。その後、1956年に同ネットワークが運用を終了した際、デュモンとの提携を失った。WEWS-TVは、短命のパラマウント・テレビジョン・ネットワークの系列局でもあり、『ビーニーの時間（Time For Beany）』、『ハリウッド・リール（Hollywood Reel）』、『フロスティ・フロリクス（Frosty Frolics）』などのパラマウント番組を放送する、ネットワークの最も強力な系列局の1つだった。WEWS-TVは2つのNBC番組も放送したが、1959年〜1960年シーズン中、同ネットワークの夕方ニュース番組『ハントリー＝ブリンクリー・リポート』、1957年10月〜1966年2月まで、ホストのジャック・パールと後にジョニー・カーソンが出演する『ザ・トゥナイト・ショー』はいずれもウェスティングハウス・ブロードキャスティングが所有するNBC系列のKYW-TV（現：WKYC）に取って代わられた。
1977年、ヒューゴ・ザッキーニの人間大砲の全行為を記録及び放送するために合衆国最高裁判所に出廷した。ザッキーニはオハイオ州バートン (オハイオ州)で開催されたゴーガ・カウンティ・フェアでサーカスの練習を行ったが、オハイオ州の法律で義務付けられているように、WEWS-TVは彼に補償しなかった。「ザッキーニ対スクリップス＝ハワード・ブロードキャスティング・カンパニー事件」では、最高裁判所は、憲法修正第1条はコモン・ローの著作権主張からの責任からWEWS-TVを保護しなかったとの判決を下した。
1994年5月23日、ネットワークの親会社であるニューズ・コーポレーションもグループの20％の株式持分を購入した全体的な取引の一環として、ニュー・ワールド・コミュニケーションズは、同社が所有またはWJW (TV)を含む三大ネットワークから取得していた13のテレビ局をFOXに切り替えるためにFOXと長期提携契約を締結した。この契約は、1993年12月18日にナショナル・フットボール・リーグ（NFL）がナショナル・フットボール・カンファレンス（NFC）テレビパッケージの権利をFOXに授与したことによって動機付けられ、この会議の放送テレビの権利は、1994年のNFLシーズンから同ネットワークに移行し、CBSとの38年間の関係が終了した。当時、FOXは目立たないUHF局のWOIO（チャンネル19）で見られたため、CBSはすぐにWEWS-TVと、デトロイトの姉妹局であるWXYZ-TVをこれらの市場の新しい系列局としてターゲットにした。しかし、同年6月16日、スクリップスはABCと長期契約を結び、WEWS-TVとWXYZ-TVをネットワークの系列局として維持し、また、ボルチモアのWMAR-TV、フェニックスのKNXV-TV、タンパのWFTS-TVとABCとの提携に合意した。

### 二重ネットワーク系列局
1955年から1996年12月31日まで、クリーブランド市場の2つの主要なABC系列局の1つであるという区別を保持していた。WAKR-TV（チャンネル49）は、WEWS-TVがネットワークに参加する2年前に、1953年6月7日に主要なABC系列局として運用を開始した。WAKR-TVとABCの関係は、ラジオ付属のWAKRが1940年にNBCブルー/ブルー・ネットワーク系列局として開局し、ABCとユナイテッド・パラマウント・シアターズの合併によって動機付けられた時に遡る。ネットワークの側では、より強力な系列局ベースを持っているNBC、CBS、デュモンを補うために、できるだけ多くの系列局に加入するためのプッシュに従事していた。
元々はアクロンに割り当てられたチャンネル11割り当てのVHFライセンスとして意図されていたが、FCCの1952年の「第6報告と命令（Sixth Report and Order）」の結果、2つのUHF割り当てが採用され、その内の1つは当時運用可能とは見なされていなかったため、WAKR-TVの開局は数年間遅れた。初期の頃に大部分の資金を失い、1967年にチャンネル49からチャンネル23に移動した後も支払い能力を維持するために、WAKR-TVからの利益に依存していた。ABC-TVのスケジュールは、1963年から1964年のテレビシーズンから最小限の逸脱でWAKR-TVによってパターン化され始め、WEWS-TVが8:00に、1994年9月に終了した区別である『ザ・モーニング・エクスチェンジ』を飛び降りたため、『グッド・モーニング・アメリカ』全体が市場に放送された。1986年に創設者のサミット・ラジオ/グループ・ワン・ブロードキャスティング（Summit Radio/Group One Broadcasting）がラジオ資産を売却した際、テレビ局はWAKC-TVに改名された。
サミット/グループ・ワンによる40年近くの継続的な所有の後、WAKC-TVは1993年後半にValueVisionに売却され、ABCは、売却が終了した後すぐに所属を更新し、ホームショッピング番組編成者に従来のネットワーク系列局として運営することを余儀なくさせた。その後のパクソン・コミュニケーションズ（Paxson Communications）への売却が完了した後、1996年2月28日にニュース部門全体が完全に解雇され、同年12月31日に全てのABC番組が削除された。パクソンは最終的に、1998年8月31日に開始されたパックスTVネットワーク（イオン・テレビジョンの直接の前身）のチャーター系列局として名前が変更されたWVPX-TVを使用した。2020年9月にスクリップスがパクソンの後継会社であるイオン・メディアを買収したため、WVPX-TVはインヨー・ブロードキャスト・ホールディングス（Inyo Broadcast Holdings）に売却されたが、スクリップスの子会社であるカッツ・ブロードキャスティングが運営するイオン及びその他のデジタルサブチャンネルネットワークとの提携を維持している。
WAKR-TV/WAKC-TVの最も著名な卒業生の中には、2人の長年のスタッフがおり、リポーターとしてWAKR-AM-TVでキャリアをスタートさせたテッド・ヘンリーと、1993年に気象学者としてWEWS-TVに入社する前に天気予報係（Weatherman）としてWAKC-TVで働いていたマーク・ジョンソンがいる。

## 技術情報

### サブチャンネル
デジタル信号は多重化されている。
| チャンネル | 解像度 | アスペクト比 | PSIPショートネーム | 番組編成                      |
| ---------- | ------ | ------------ | ------------------ | ----------------------------- |
| 5.1        | 720p   | 16:9         | WEWS-HD            | メインWEWS-TV番組編成/ABC     |
| 5.2        | 480i   | 16:9         | GRIT               | グリット (テレビネットワーク) |
| 5.3        | 480i   | 16:9         | LAFF               | ラフ (テレビネットワーク)     |
| 5.4        | 480i   | 16:9         | TRUREAL            | トゥルーリアル                |
| 5.5        | 480i   | 16:9         | HSN                | HSN                           |

2011年5月26日、WEWS-TV（及び全国の他のスクリップス所有局）がデジタルサブチャンネルでライブ・ウェル・ネットワークを伝送する契約に署名したことが発表された。同ネットワークは同年9月5日にデジタルサブチャンネル5.2で実行され始めた。サブチャンネルは現在、オハイオ州北東部の一部のケーブルプロバイダーでも利用できる。
ライブ・ウェル・ネットワークは、2015年4月に放送を終了すると発表した結果、5.2は同年4月8日10:00にクラシックテレビネットワークのCozi TVに切り替わった。コメディネットワークのラフ (テレビネットワーク)は、1週間後に新しくアクティブ化された5.3サブチャンネルで開始した。5.3は同年4月7日にアクティブ化され、公式の初放送日の前にネットワークの立ち上げのための継続的なプロモーションを放送した。2017年4月14日、5.2でCOZIを廃止し、グリット (テレビネットワーク)に置き換えた。
2021年3月1日、5.5がアクティブ化となり、HSN番組が放送された。

### アナログ-デジタル変換
WEWS-TVは、アメリカ国内のフルパワーテレビ局が連邦政府の命令の下でアナログ放送からデジタル放送に移行した公式の日付である2009年6月12日に、VHFチャンネル5を介してアナログ信号をシャットダウンした。デジタル信号は、移行前のUHFチャンネル15で放送を続けた。プログラム及びシステム情報プロトコル（PSIP）を使用することにより、デジタルテレビ受信機は仮想チャンネルを以前のVHFアナログチャンネル5として表示する。